# NGC 354
 NGC 354 là một thiên hà xoắn ốc có rào chắn trong chòm sao Song Ngư. Nó được phát hiện vào ngày 24 tháng 10 năm 1881 bởi Édouard Stephan. Nó được Dreyer mô tả là "ngôi sao rất mờ, rất nhỏ, tròn, rất nhỏ (mờ nhạt), ngôi sao cường độ thứ 14 ở gần phía tây".